# كريستوفر ديلو
كريستوفر ديلو (بالفرنسية: Christopher Dilo)‏ (5 يناير 1994 بأرجنتوي في فرنسا - ) هو لاعب كرة قدم فرنسي في مركز حراسة المرمى. شارك مع منتخب فرنسا تحت 18 سنة لكرة القدم. أما مع النوادي، فقد لعب مع بلاكبيرن روفرز وستاد رين ونادي ديجون ونادي سانت ميرين ونادي هايد إف سي.

## وصلات خارجية
- كريستوفر ديلو على موقع قاعدة بيانات كرة القدم.إي يو (الإنجليزية)
- كريستوفر ديلو على موقع ناشيونال فوتبول تيمز (الإنجليزية)
- كريستوفر ديلو على موقع Soccerway.com (الإنجليزية)
- كريستوفر ديلو على موقع AS.com (الإسبانية)